# Chandonanthus setiformis
Chandonanthus setiformis là một loài rêu trong họ Anastrophyllaceae. Loài này được Ehrh. Lindb. mô tả khoa học đầu tiên năm 1879.